# Anexina A3
Anexina A3 é uma proteína que nos humanos é codificada pela gene ANXA3.
É expressada de maneira anormal em fetos derivados de fertilização in vitro e de microinjecção intracitoplasmática, podendo contribuir para um risco aumentado de defeitos no recém-nascido nestas tecnologias de reprodução medicamente assistida.
Este gene codifica um membro da família das anexinas. Os membros desta família de proteínas ligadas aos fosfolipídios dependentes de cálcio desempenham um papel na regulação do crescimento celular e em vias de transdução de sinal. Esta proteína funciona na inibição da fosfolipase A2 e na clivagem de inositol 1,2-fosfato cíclico para formar inositol 1-fosfato. Também desempenha um papel na anti-coagulação.